# District de Katori
Le district de Katori (香取郡, Katori-gun) est un district de la préfecture de Chiba au Japon.
Lors du recensement de 2000, sa population était estimée à 113 470 habitants pour une superficie de 396 km2 (réestimé depuis à 37 582 personnes pour 139 km2 en août 2010).

## Communes du district
- Kōzaki
- Tako
- Tōnoshō